# Nationalliga A (Schach) 2020
Die Nationalliga A 2020 sollte die höchste Spielklasse der Schweizerischen Mannschaftsmeisterschaft 2020 sein. Titelverteidiger ist der Club d’Echecs de Genève, aus der Nationalliga B waren im Vorjahr der SC Bodan und der SK Trubschachen aufgestiegen. Aufgrund der COVID-19-Pandemie wurden zunächst die ersten fünf Runden und schliesslich der gesamte Wettbewerb abgesagt. Sämtliche Startberechtigungen wurden auf die Austragung 2021 übertragen.
Zu den gemeldeten Mannschaftskadern der teilnehmenden Vereine siehe Mannschaftskader der Schweizer Nationalliga A im Schach 2020.

## Spieltermine
Die Wettkämpfe waren geplant für den 22. März, 18. und 19. April, 10. Mai, 28. Juni, 5. und 6. September sowie 18. und 19. Oktober. Die beiden letzten Runden sollten zentral in Luzern gespielt werden, die übrigen dezentral bei den beteiligten Vereinen.